# 邪武丸
邪 武丸（よこしま たけまる）は、日本の漫画家、イラストレーター。男性。愛知県名古屋市出身、埼玉県在住。

## 概要
漫画家 鬼ノ仁氏のアシスタントをつとめ、『ラポート』・『スタジオDNA』等のアンソロジーコミック、『COMIC RIN』（茜新社）等を経て、『える・えるシスター』を『月刊ComicREX』（一迅社）にて2008年3月号から2011年1月号まで連載。『える・えるシスター』完結後は再びアンソロジーコミックを中心に活動。2013年、『化け猫システム』を『コミックガム』（ワニブックス）5月号から2015年7月号まで連載。
2016年、ウェブコミック配信サイト『サイコミ』にて『SHADOWVERSE ありさデュエルバース』（原作：Cygames）の連載を開始した。
2019年、アマチュア時代からの親友である磨伸映一郎が右腕の複雑骨折に見舞われた際に彼がKADOKAWAで当時連載中だった『Fate/Grand Order Duel YA特異点 密室遊戯魔境 渋谷 渋谷決闘事件』の代理作画（ネーム：磨伸映一郎、作画：邪武丸）を担当した縁でヤングエースにて『SHOW BY ROCK!!』（原作：サンリオ）の連載を開始した。
同人サークル「邪屋。」を主宰し、コミックマーケット等の同人誌即売会に参加している。

## 作品リスト

### 一般向け
- 『月のプリズム』 2008年2月25日発売、一迅社〈IDコミックス・DNAメディアコミックススペシャル〉、ISBN 978-4-7580-0430-5
TYPE-MOONアンソロジーコミックからの再録。
- 『える・えるシスター』 一迅社『Comic REX』2008年3月号 - 2011年1月号連載、〈IDコミックス REXコミックス〉、全5巻
  1. 2008年11月8日発売[5]、ISBN 978-4-7580-6119-3
  2. 2009年7月9日発売[6]、ISBN 978-4-7580-6158-2
  3. 2010年1月9日発売[7]、ISBN 978-4-7580-6180-3
  4. 2010年7月9日発売[8]、ISBN 978-4-7580-6199-5
  5. 2011年1月27日発売[9]、ISBN 978-4-7580-6233-6
- 『化け猫システム』 ワニブックス『コミックガム』2013年5月号 - 2015年7月号連載、〈ガムコミックスプラス〉、全3巻
  1. 2013年9月26日発売[10]、ISBN 978-4-8470-3889-1
  2. 2014年3月25日発売[11]、ISBN 978-4-8470-3914-0
  3. 2014年10月25日発売[12]、ISBN 978-4-8470-3940-9
- 『SHADOWVERSE ありさデュエルバース』 2016年 - 2018年、原作：Cygames、講談社『サイコミ』連載、全4巻
- 『SHOW BY ROCK!!』 原作：サンリオ、KADOKAWA『ヤングエース』2020年7月号 - 連載中、〈角川コミックス・エース〉、既刊1巻

### イラスト
- 『萌え萌え四文字熟語』 2005年3月31日発売、イーグルパブリシング、ISBN 4-86146-057-3

### 成人向け
- 『ひとつ屋根のラバーズ』 2007年9月28日発行[13]、茜新社〈TENMA COMICS〉、ISBN 978-4-87182-944-1

### 単行本未収録作品
- COMIC RIN（茜新社）
  - 豹変スイートハート（2011年4月号）[14]